# A szív fejlődése

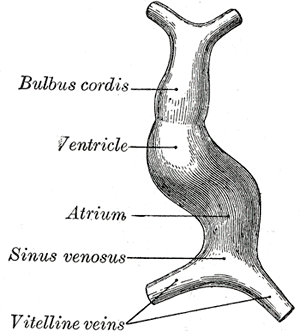
A szívcső korai görbületei

A szív fejlődése az intrauterin élet harmadik hetében indul meg. Az embrió feji végében található a szív telepe (kardiogén lemez).
Az embrió lefűződése során egyrészt a szívtelep az embrió hasi oldalára, a későbbi mellkas területére kerül. A szívcsövön görbületek keletkeznek. A pitvarok kezdeményei fokozatosan megemelkedve a közös kamra fölé, a fejlődő nagy artériás törzsek pedig a közös pitvar elé kerülnek. Ezzel a szívcső külső alakja már megközelíti a szív végleges alakját, a belső üregeket elválasztó sövények rendszere azonban még hiányzik.
A későbbiekben a belső sövényrendszer kifejlődése a kétoldali pitvarok, kamrák, és a kamrákból kiinduló nagy artériás törzsek elhatárolódásához vezet.

## A szív korai fejlődése
A szív fejlődése az intrauterin élet harmadik hetében indul meg. Az embrió feji végében, a száj-garati hártya (membrana buccopharyngea) előtt található az ún. kardiogén lemez (a szív telepe). Ebből mindkét oldalon egy-egy endocardiumcső differenciálódik, amelyek később összeolvadva az szívbelhártyát (endocardium) alkotják. Az endocardiumcsöveket egy ún. myocardialis vályú veszi körül, ebből fejlődik a szívizomzat (myocardium). A szívburok (pericardium) a haránt sövény (septum transversum) telepéből alakul ki.
Az embrió lefűződése során egyrészt a szívtelep az embrió hasi oldalára kerül (a leendő mellkas területére), másrészt az oldalsó lefűződés eredményeként a két szívteleprész egyesül. Ebben a helyzetben az embrió szíve leginkább a halak szívére hasonlít: kétüregű, a feji végtől kezdve a következő részekkel: a nagy artériák kilépési helye (truncus arteriosus) ; alsó, megvastagodott része a (bulbus cordis), közös kamra (ventriculus communis), közös pitvar (atrium commune), vénás öböl: a nagy vénák beszájadzása (sinus venosus).

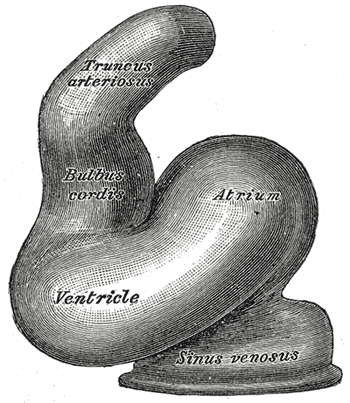

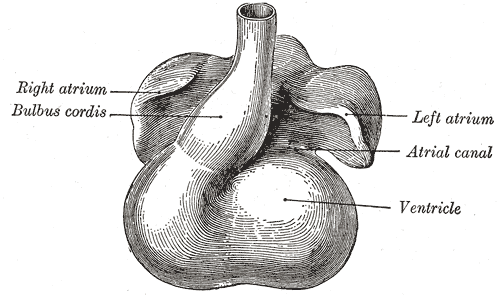
A szív fejlődésének két további szakasza

## A szív további fejlődése
A szívcső hosszanti növekedésének üteme meghaladja a rendelkezésre álló tér növekedési ütemét. Ennek következtében a szívcsövön görbületek keletkeznek. A pitvarok kezdeményei fokozatosan megemelkedve a közös kamra fölé kerülnek, a fejlődő nagy artériás törzsek pedig a közös pitvar elé. Ezzel a szívcső külső alakja már megközelíti a szív végleges alakját, de a belső üregrendszert elválasztó sövények rendszere még hiányzik.

### A belső sövényrendszer kifejlődése
A belső sövényrendszer kifejlődése a kétoldali pitvarok, a kamrák, és a kamrákból kiinduló nagy artériás törzsek elkülönülését eredményezi.

### A pitvarok elválasztása
A pitvarok elválasztására szolgáló sövény két részből, egy a pitvar hátsó és egy a pitvar elülső faláról kiinduló sarló alakú alakú képződményből alakul ki. Az elülről kiinduló sövényrészen megmarad egy nyílás, a (foramen ovale), amelynek fontos szerepe van a magzati keringésben. Születéskor az elsődleges sövény megmaradó része zárja le a foramen oválét a nyomásviszonyok megváltozása következtében. 

### A kamrák elválasztása
Alulról fölfelé növekedve egy sarló alakú redő kezd benőni a két kamraüreg elválasztására. Fent ezen is sokáig fennmarad egy nyílás  (foramen interventriculare) , amelyet csak később zár le egy kötőszövetes lemez. A kamraközti sövény nagy részét a bal kamra izomzata hozza létre, míg a felső kötőszövetes lemez (pars membranacea)  kialakulása a nagy artériákat szétválasztó sövény kifejlődésével függ össze. 

### A tüdőverőér és a főverőér szétválása
A közös artériás törzsbe  (truncus arteriosus)  egy spirális sövény nő be, amely szétválasztja a tüdőverőeret  (truncus pulmonalis)  és a főverőeret  (aorta) , és lefelé nyúlva kiegészíti a kamra közti sövény felső részét a kötőszövetes résszel  (pars membranacea), amely lezárja a kamrák közötti nyílást. A két artériás törzs között a méhen belüli életben megmarad egy rövid összekötő érszakasz (ductus arteriosus; Botallo-vezeték), így a magzati életben mindkét szívkamra munkája a nagy vérköri keringést szolgálja. Lásd: magzati keringés. (A szív rostos vázának, a billentyűk rendszerének, a szív saját ereinek stb. fejlődésével bonyolítani a szócikket feleslegesnek látszik).

## A szív fejlődési rendellenességei

### Situs inversus cordis
Az a ritka fejlődési rendellenesség, amikor a szív a szokásos bal oldali orientációjának tükörképeként helyezkedik el. Funkcionális rendellenességet általában nem okoz.

### A pitvarok közötti sövény záródási rendellenességei
A foramen ovale területén kisebb nyílások elég gyakran előfordulnak, ezeket részben a sövény redői szelepszerűen zárják, vagy túl kicsik ahhoz, hogy működési zavart okozzanak. Ha a foramen ovale záródása nagyobb mértékben elmarad, a két vérkör vérének keveredése tartós oxygenizációs elégtelenséget okoz.

### A kamraközti sövény záródási rendellenességei
Ez általában a sövény kötőszövetes része kifejlődésének elmaradása miatt jön létre. Az előbbihez hasonlóan a két vérkör vérének keveredéséhez vezet.

### A Botallo-vezeték záródásának elmaradása
Következménye szintén a két vérkör vérének részleges keveredése és az oxygenizáció zavara.

### Egyéb fejlődési rendellenességek
A szív fejlődési rendellenességeinek még számos változata van. Ilyen a nagy artériás törzsek eredésének részleges, vagy teljes áthelyeződése a másik kamrára. A fejlődési rendellenességek többszörös kombinációi, amelyek legsúlyosabb formái az élettel összeegyeztethetetlen keringési zavarokkal járnak.
A szívsebészet fejlődésének köszönhetően a fejlődési rendellenességek egy jelentős része már korán korrigálható, így elkerülhetőek az oxygenizációs zavar okozta másodlagos következmények (az idegrendszer fejlődésének visszamaradása, betegségekkel szembeni csökkent ellenálló képesség stb.)